# Districte electoral de Lleida
El districte de Lleida fou una circumscripció electoral del Congrés dels Diputats utilitzada en les eleccions generals espanyoles entre 1871 i 1923. Es tractava d'un districte uninominal, ja que només era representat per un sol diputat.

## Àmbit geogràfic
El districte comprenia la part central del partit judicial de Lleida: els Alamús, Albatàrrec, Alcarràs, Alcoletge, Arbeca, Artesa de Lleida, Belianes, Bell-lloc d'Urgell, Benavent, Fondarella, Golmés, Juneda, Lleida, Miralcamp, Mollerussa, Montoliu de Lleida, Palau d'Anglesola, Puiggròs, Puigverd de Lleida, Sidamon, Sudanell, Sunyer i Vilanova de la Barca.

## Diputats electes
| Elecció | Elecció        | Diputat                          | Partit/Ideologia                    |
| ------- | -------------- | -------------------------------- | ----------------------------------- |
|         | 1871           | Jaume Nuet i Minguell            | Liberal                             |
|         | Abril 1872     | Sense dades                      | Sense dades                         |
|         | Agost 1872     | Simón Gris Benítez               | Sense dades                         |
|         | 1872 (parcial) | José María Patiño                | Sense dades                         |
|         | 1873           | Albert Camps i Pairat            | Partit Republicà Democràtic Federal |
|         | 1876           | Ramon Soldevila i Claver         | Conservador                         |
|         | 1881           | Jaume Nuet i Minguell            | Liberal                             |
|         | 1882 (parcial) | José María Celleruelo y Poviones | Liberal                             |
|         | 1884           | Ramon Soldevila i Claver         | Conservador                         |
|         | 1886           | Miquel Agelet i Besa             | Liberal                             |
|         | 1891           | Jaume Nuet i Minguell            | Liberal                             |
|         | 1893           | Miquel Agelet i Besa             | Liberal                             |
|         | 1896           | Ramon Soldevila i Claver         | Conservador                         |
|         | 1898           | Miquel Agelet i Besa             | Liberal                             |
|         | 1899           | Joaquín Gómez y Gómez Pizarro    | Conservador                         |
|         | 1901           | Miquel Agelet i Besa             | Liberal                             |
|         | 1903 (parcial) | Manuel Pereña i Puente           | Republicà                           |
|         | 1905           | Josep Sol i Torrents             | Liberal Demòcrata                   |
|         | 1905           | Mariano Clua Anglés              | Conservador                         |
|         | 1907           | Joan Moles i Ormella             | Republicà solidari                  |
|         | 1914           | Ricardo Ramos Cordero            | Conservador                         |
|         | 1918           | Joan Moles i Ormella             | Partit Republicà Català             |
|         | 1920           | Salvador Canals y Vilaró         | Unió Monàrquica Nacional            |
|         | 1923           | Joaquim Dualde i Gómez           | Reformista                          |

## Resultats electorals

### Dècada de 1920
| Eleccions generals del 29/04/1923 |                   |                         |        |      |
| Partit/Ideologia                  | Partit/Ideologia  | Candidat                | Vots   | %    |
|                                   | Acción Leridana   | Manuel Florensa i Farré | 4.734  | 50,3 |
|                                   | Reformista        | Joaquim Dualde i Gómez  | 4.686  | 49,7 |
| Total                             | Total             | Total                   | 9.420  | 100  |
| Cens/participació                 | Cens/participació | Cens/participació       | 13.891 | 67,8 |

| Eleccions generals del 19/12/1920 |                          |                          |        |      |
| Partit/Ideologia                  | Partit/Ideologia         | Candidat                 | Vots   | %    |
|                                   | Unió Monàrquica Nacional | Salvador Canals y Vilaró | 4.174  | 53,3 |
|                                   | Republicà autonomista    | Joan Moles i Ormella     | 3.585  | 45,7 |
|                                   | Altres                   | Altres                   | 78     | 1,0  |
| Total                             | Total                    | Total                    | 7.837  | 100  |
| Cens/participació                 | Cens/participació        | Cens/participació        | 13.187 | 59,4 |

### Dècada de 1910
| Eleccions generals del 01/06/1919 |                          |                        |        |      |
| Partit/Ideologia                  | Partit/Ideologia         | Candidat               | Vots   | %    |
|                                   | Partit Republicà Català  | Joan Moles i Ormella   | 3.449  | 46,5 |
|                                   | Monàrquic                | Roger Sol i Mestre     | 3.277  | 44,2 |
|                                   | Partit Republicà Radical | Josep Estadella i Arnó | 651    | 8,8  |
| Vots en blanc                     | Vots en blanc            | Vots en blanc          | 125    | 1,7  |
| Total                             | Total                    | Total                  | 7.421  | 100  |
| Cens/participació                 | Cens/participació        | Cens/participació      | 12.371 | 60,0 |

| Eleccions generals del 24/02/1918 |                         |                      |        |      |
| Partit/Ideologia                  | Partit/Ideologia        | Candidat             | Vots   | %    |
|                                   | Partit Republicà Català | Joan Moles i Ormella | 5.413  | 85,6 |
|                                   | Monàrquic               | Joan Marsal i Claró  | 0      | 0,0  |
|                                   | Altres                  | Altres               | 908    | 14,4 |
| Total                             | Total                   | Total                | 6.321  | 100  |
| Cens/participació                 | Cens/participació       | Cens/participació    | 14.082 | 44,9 |

| Eleccions generals del 09/04/1916 |                                       |                       |        |      |
| Partit/Ideologia                  | Partit/Ideologia                      | Candidat              | Vots   | %    |
|                                   | Conservador                           | Ricardo Ramos Cordero | 5.100  | 54,4 |
|                                   | Unió Federal Nacionalista Republicana | Joan Moles i Ormella  | 4.163  | 44,4 |
|                                   | Altres                                | Altres                | 108    | 1,2  |
| Total                             | Total                                 | Total                 | 9.371  | 100  |
| Cens/participació                 | Cens/participació                     | Cens/participació     | 13.643 | 68,7 |

| Eleccions generals del 08/03/1914 |                      |                       |        |      |
| Partit/Ideologia                  | Partit/Ideologia     | Candidat              | Vots   | %    |
|                                   | Conservador          | Ricardo Ramos Cordero | 4.721  | 50,4 |
|                                   | Coalició republicana | Joan Moles i Ormella  | 4.562  | 48,7 |
|                                   | Altres               | Altres                | 12     | 0,1  |
| Vots en blanc                     | Vots en blanc        | Vots en blanc         | 75     | 0,8  |
| Total                             | Total                | Total                 | 9.370  | 100  |
| Cens/participació                 | Cens/participació    | Cens/participació     | 12.882 | 72,7 |

| Eleccions generals del 08/05/1910 |                                       |                              |        |      |
| Partit/Ideologia                  | Partit/Ideologia                      | Candidat                     | Vots   | %    |
|                                   | Unió Federal Nacionalista Republicana | Joan Moles i Ormella         | 4.362  | 47,8 |
|                                   | Liberal                               | Josep Agelet i Garrell       | 3.889  | 42,6 |
|                                   | Comunió Tradicionalista               | Estanislau Segarra i Vilalta | 753    | 8,3  |
|                                   | Altres                                | Altres                       | 14     | 0,2  |
| Vots en blanc                     | Vots en blanc                         | Vots en blanc                | 107    | 1,2  |
| Total                             | Total                                 | Total                        | 9.125  | 100  |
| Cens/participació                 | Cens/participació                     | Cens/participació            | 12.022 | 75,9 |

### Dècada de 1900
| Eleccions generals del 21/04/1907 |                           |                       |        |      |
| Partit/Ideologia                  | Partit/Ideologia          | Candidat              | Vots   | %    |
|                                   | Republicà solidari        | Joan Moles i Ormella  | 4.987  | 74,1 |
|                                   | Conservador anti-solidari | Lluís Ferrer-Busquets | 1.669  | 24,8 |
|                                   | Altres                    | Altres                | 72     | 1,1  |
| Total                             | Total                     | Total                 | 6.728  | 100  |
| Cens/participació                 | Cens/participació         | Cens/participació     | 11.976 | 56,2 |

| Eleccions generals del 10/11/1905 |                   |                           |        |      |
| Partit/Ideologia                  | Partit/Ideologia  | Candidat                  | Vots   | %    |
|                                   | Conservador       | Mariano Clua Anglés       | 3.954  | 77,7 |
|                                   | Liberal Demòcrata | Josep Sol i Torrents      | 3.140  | 61,7 |
|                                   | Republicà         | Manuel Pereña i Puente    | 2.734  | 53,7 |
|                                   | Republicà         | Nicolás Salmerón y Alonso | 1.103  | 21,7 |
| Vots nuls                         | Vots nuls         | Vots nuls                 | 32     | 0,6  |
| Total                             | Total             | Total                     | 5.089  | 100  |
| Cens/participació                 | Cens/participació | Cens/participació         | 10.803 | 47,1 |

| Eleccions generals del 10/11/1905 |                   |                           |        |      |
| Partit/Ideologia                  | Partit/Ideologia  | Candidat                  | Vots   | %    |
|                                   | Conservador       | Mariano Clua Anglés       | 3.954  | 77,7 |
|                                   | Liberal Demòcrata | Josep Sol i Torrents      | 3.140  | 61,7 |
|                                   | Republicà         | Manuel Pereña i Puente    | 2.734  | 53,7 |
|                                   | Republicà         | Nicolás Salmerón y Alonso | 1.103  | 21,7 |
| Vots nuls                         | Vots nuls         | Vots nuls                 | 32     | 0,6  |
| Total                             | Total             | Total                     | 5.089  | 100  |
| Cens/participació                 | Cens/participació | Cens/participació         | 10.803 | 47,1 |

| Elecció parcial del 26/05/1903 |                   |                               |        |      |
| Partit/Ideologia               | Partit/Ideologia  | Candidat                      | Vots   | %    |
|                                | Republicà         | Manuel Pereña i Puente        | 2.514  | 51,3 |
|                                | Conservador       | Joaquín Gómez y Gómez Pizarro | 2.329  | 47,6 |
|                                | Altres            | Altres                        | 55     | 1,1  |
| Total                          | Total             | Total                         | 4.898  | 100  |
| Cens/participació              | Cens/participació | Cens/participació             | 11.871 | 41,3 |

| Eleccions generals del 19/05/1901 |                   |                      |        |      |
| Partit/Ideologia                  | Partit/Ideologia  | Candidat             | Vots   | %    |
|                                   | Liberal           | Miquel Agelet i Besa | 5.598  | 99,9 |
|                                   | Altres            | Altres               | 5      | 0,1  |
| Total                             | Total             | Total                | 5.603  | 100  |
| Cens/participació                 | Cens/participació | Cens/participació    | 11.368 | 49,3 |

### Dècada de 1890
| Eleccions generals del 16/04/1899 |                   |                               |        |      |
| Partit/Ideologia                  | Partit/Ideologia  | Candidat                      | Vots   | %    |
|                                   | Conservador       | Joaquín Gómez y Gómez Pizarro | 3.393  | 77,9 |
|                                   | Altres            | Altres                        | 961    | 22,1 |
| Total                             | Total             | Total                         | 4.354  | 100  |
| Cens/participació                 | Cens/participació | Cens/participació             | 10.947 | 39,8 |

| Eleccions generals del 27/03/1898 |                   |                      |        |      |
| Partit/Ideologia                  | Partit/Ideologia  | Candidat             | Vots   | %    |
|                                   | Liberal           | Miquel Agelet i Besa | 5.613  | 99,1 |
|                                   | Altres            | Altres               | 49     | 0,9  |
| Total                             | Total             | Total                | 5.662  | 100  |
| Cens/participació                 | Cens/participació | Cens/participació    | 10.862 | 52,1 |

| Eleccions generals del 12/04/1896 |                   |                          |        |      |
| Partit/Ideologia                  | Partit/Ideologia  | Candidat                 | Vots   | %    |
|                                   | Conservador       | Ramon Soldevila i Claver | 4.638  | 99,5 |
|                                   | Altres            | Altres                   | 21     | 0,5  |
| Total                             | Total             | Total                    | 4.659  | 100  |
| Cens/participació                 | Cens/participació | Cens/participació        | 10.729 | 43,4 |

| Eleccions generals del 05/03/1893 |                   |                      |        |      |
| Partit/Ideologia                  | Partit/Ideologia  | Candidat             | Vots   | %    |
|                                   | Liberal           | Miquel Agelet i Besa | 3.831  | 55,5 |
|                                   | Altres            | Altres               | 3.066  | 44,5 |
| Total                             | Total             | Total                | 6.897  | 100  |
| Cens/participació                 | Cens/participació | Cens/participació    | 10.619 | 64,9 |

| Eleccions generals del 01/02/1891 |                  |                       |       |
| Partit/Ideologia                  | Partit/Ideologia | Candidat              | Vots  |
|                                   | Liberal          | Jaume Nuet i Minguell | 3.089 |

### Dècada de 1880
| Eleccions generals del 04/04/1886 |                  |                      |       |      |
| Partit/Ideologia                  | Partit/Ideologia | Candidat             | Vots  | %    |
|                                   | Liberal          | Miquel Agelet i Besa | 958   | 83,5 |
|                                   | Altres           | Altres               | 189   | 16,5 |
| Total                             | Total            | Total                | 1.147 | 100  |

| Eleccions generals del 27/04/1884 |                  |                          |       |      |
| Partit/Ideologia                  | Partit/Ideologia | Candidat                 | Vots  | %    |
|                                   | Conservador      | Ramon Soldevila i Claver | 1.104 | 77,5 |
|                                   | Altres           | Altres                   | 321   | 22,5 |
| Total                             | Total            | Total                    | 1.425 | 100  |

| Elecció parcial del 21/05/1882 |                  |                                  |      |       |
| Partit/Ideologia               | Partit/Ideologia | Candidat                         | Vots | %     |
|                                | Liberal          | José María Celleruelo y Poviones | 969  | 100,0 |
| Total                          | Total            | Total                            | 969  | 100   |

| Eleccions generals del 20/08/1881 |                  |                       |       |      |
| Partit/Ideologia                  | Partit/Ideologia | Candidat              | Vots  | %    |
|                                   | Liberal          | Jaume Nuet i Minguell | 997   | 73,7 |
|                                   | Altres           | Altres                | 355   | 26,3 |
| Total                             | Total            | Total                 | 1.352 | 100  |

### Dècada de 1870
| Eleccions generals del 20/04/1879 |                  |                          |       |      |
| Partit/Ideologia                  | Partit/Ideologia | Candidat                 | Vots  | %    |
|                                   | Conservador      | Ramon Soldevila i Claver | 268   | 24,8 |
|                                   | Altres           | Altres                   | 813   | 75,2 |
| Total                             | Total            | Total                    | 1.081 | 100  |

| Eleccions generals del 20/01/1876 |                  |                          |       |       |
| Partit/Ideologia                  | Partit/Ideologia | Candidat                 | Vots  | %     |
|                                   | Conservador      | Ramon Soldevila i Claver | 4.937 | 100,0 |
|                                   | Altres           | Altres                   | 2     | 0,0   |
| Total                             | Total            | Total                    | 4.939 | 100   |

| Eleccions generals del 10/05/1873 |                                     |                       |       |      |
| Partit/Ideologia                  | Partit/Ideologia                    | Candidat              | Vots  | %    |
|                                   | Partit Republicà Democràtic Federal | Albert Camps i Pairat | 2.022 | 98,4 |
|                                   | Altres                              | Altres                | 32    | 1,6  |
| Total                             | Total                               | Total                 | 2.054 | 100  |

| Elecció parcial del 09/11/1872 |                  |                   |       |       |
| Partit/Ideologia               | Partit/Ideologia | Candidat          | Vots  | %     |
|                                | Sense dades      | José María Patiño | 2.606 | 100,0 |
| Total                          | Total            | Total             | 2.606 | 100   |

| Eleccions generals del 24/08/1872 |                   |                    |       |       |
| Partit/Ideologia                  | Partit/Ideologia  | Candidat           | Vots  | %     |
|                                   | Sense dades       | Simón Gris Benítez | 2.606 | 124,7 |
| Total                             | Total             | Total              | 2.090 | 100   |
| Cens/participació                 | Cens/participació | Cens/participació  | 8.503 | 24,6  |

| Eleccions generals del 03/04/1872 |                  |             |       |
| Partit/Ideologia                  | Partit/Ideologia | Candidat    | Vots  |
|                                   | Sense dades      | Sense dades | 2.086 |

| Eleccions generals del 08/03/1871 |                   |                       |       |      |
| Partit/Ideologia                  | Partit/Ideologia  | Candidat              | Vots  | %    |
|                                   | Liberal           | Jaume Nuet i Minguell | 3.522 | 76,4 |
|                                   | Altres            | Altres                | 1.086 | 23,6 |
| Total                             | Total             | Total                 | 4.608 | 100  |
| Cens/participació                 | Cens/participació | Cens/participació     | 9.316 | 49,5 |